# Piskorzowice (województwo dolnośląskie)
Piskorzowice – wieś w Polsce położona w województwie dolnośląskim, w powiecie średzkim, w gminie Miękinia.

## Opis
Wieś przydrożna, przysiółek, ze znajdującym się tu kiedyś folwarkiem w centralnej części. W różnych miejscach wsi można znaleźć szczątki fundamentów po byłej zabudowie. Na południowym zachodzie od wsi, znajdują się ruiny starego cmentarza. Strefą obserwacji archeologicznej objęto całą miejscowość.
Na terenie wsi znajduje się piaskownia.

## Demografia
Według Narodowego Spisu Powszechnego, w marcu 2011 r., miejscowość ta nie posiadała żadnych stałych mieszkańców. Ostatni budynek został rozebrany w 2007 roku.

## Historia
Miejscowość wzmiankowana była już w roku 1217 jako Piscorouice, jako Peiskertwitz w wielu dokumentach historycznych.
15 października 1940 wioska liczyła 134 mieszkańców, zajmując wraz z uprawami powierzchnię 517 ha. Na przełomie 1944/1945 roku wieś została włączona w pas obrony armii niemieckiej Oder-Breslau i podczas styczniowych radzieckich ataków w roku 1945 została doszczętnie zniszczona, razem z broniącą się we wsi 11. Kompanią Piechoty z jednej z dywizji wojsk niemieckich.
Po wojnie zniszczone zabudowania zostały rozebrane, a odzyskane cegły i inne materiały budowlane zostały przekazane na odbudowę Warszawy.

## Podział administracyjny
W latach 1975–1998 miejscowość administracyjnie należała do województwa wrocławskiego.